# Aleksandr Czeriepnin
Aleksandr Nikołajewicz Czeriepnin (ros. Алекса́ндр Никола́евич Черепни́н, ur. 9 stycznia?/21 stycznia 1899 w Petersburgu, zm. 29 listopada 1977 w Paryżu)  – rosyjski kompozytor, pianista i dyrygent.

## Życiorys
Pochodził ze słynnej rodziny Czeriepninów. Jego ojciec, Nikołaj, uczeń Nikołaja Rimskiego-Korsakowa, był kompozytorem i dyrygentem. Również jego synowie Siergiej  i  Iwan to kompozytorzy, podobnie jak jego wnuki (ze strony Iwana) – Siergiej i Stefan .
W 1921 roku przeniósł się do Paryża, gdzie ukończył studia muzyczne u Isidora Philippa (fortepian) i Paula Vidala (kompozycja). W latach 1934–1937 odbył 2 podróże do Chin i Japonii. W latach 1949–1969 był profesorem DePaul University w Chicago. Początkowo pod wpływem muzyki Siergieja Prokofjewa i Siergieja Rachmaninowa, stworzył własny system modalny i oryginalną 9-stopniową skalę muzyczną. Komponował utwory orkiestrowe, kameralne, fortepianowe, kantaty, pieśni chóralne i solowe, opery, balety (Ajanta's Frescoes, 1923).

## Wybrane kompozycje
(na podstawie materiałów źródłowych  ) 

### Utwory orkiestrowe
- I symfonia, 1927
- Magna Mater, 1927
- II symfonia, 1951
- III symfonia, 1952
- Suita, 1953
- IV symfonia, 1957
- Divertimento, 1957
- suita Georgiana, 1959
- Symphonic Prayer, 1959
- Russian sketches, 1971

### Utwory na instrumenty solowe i orkiestrę
- I koncert fortepianowy, 1920
- Rhapsodie georgienne na wiolonczelę i orkiestrę, 1922
- II koncert fortepianowy, 1923
- Concerto da camera na flet, skrzypce i orkiestrę kameralną, 1924
- III koncert fortepianowy, 1932
- Suite georgienne na fortepian i orkiestrę smyczkową, 1938
- IV koncert fortepianowy, 1947
- Koncert na harmonijkę ustną i orkiestrę, 1953
- V koncert fortepianowy, 1963
- VI koncert fortepianowy, 1965

### Utwory kameralne
- I kwartet smyczkowy, 1922
- II kwartet smyczkowy, 1926
- Kwintet fortepianowy, 1927
- Duo na skrzypce i wiolonczelę, 1932
- Sonatina sportiva na saksofon i fortepian, 1939
- Sonata da chiesa na wiolę da gamba i organy lub na flet, zespół smyczkowy i klawesyn, 1966
- Kwintet na instrumenty dęte blaszane, 1972
- Kwintet na instrumenty dęte drewniane, 1976
- Duo na 2 flety, 1977